# Асоціація паливних елементів та водневої енергетики
Асоціація паливних елементів та водневої енергетики (англ. Fuel Cell and Hydrogen Energy Association (FCHEA)) була утворена в листопаді 2010 року після злиття двох колишніх асоціацій, що представляли різні сектори промисловості, Ради з паливних елементів США та Національної водневої асоціації США.  FCHEA має понад 60 організацій-членів.  The Історія Асоціації сягає 1989 року, коли було створено NHA
Організація базується у Вашингтоні.